# Dorvillea bacescui
Dorvillea bacescui är en ringmaskart som beskrevs av Rullier 1974. Dorvillea bacescui ingår i släktet Dorvillea och familjen Dorvilleidae. Inga underarter finns listade i Catalogue of Life.